# Klinteskov kalkgrund
Klinteskov kalkgrund este o arie protejată (arie specială de conservare — SAC, sit de importanță comunitară — SCI) din Danemarca întinsă pe o suprafață de 1.994 ha, din care 99 % marine.

## Localizare
Centrul sitului Klinteskov kalkgrund este situat la coordonatele 54°58′29″N 12°33′59″E / 54.974722°N 12.566389°E.

## Înființare
Situl Klinteskov kalkgrund a fost declarat sit de importanță comunitară în august 2002 pentru a proteja un număr necunoscut de specii din flora spontană și fauna sălbatică aflate în arealul zonei. Situl a fost protejat și ca arie specială de conservare în decembrie 2011.

## Biodiversitate
Situată în ecoregiunile continentală și marină baltică, aria protejată conține 2 habitate naturale: Recifuri, Bancuri de nisip acoperite în permanență slab de apă marină.
La baza desemnării sitului se află un număr nedeclarat de specii protejate.